# Les Sauvages (série télévisée américaine)
Pour les articles homonymes, voir Les Sauvages.
Ne doit pas être confondu avec Les Sauvages (série télévisée française).
Les Sauvages (Complete Savages) est une sitcom américaine en 19 épisodes de 20 minutes, créée par Julie Thacker et Mike Scully et diffusée entre le 24 septembre 2004 et le 17 juin 2005 sur le réseau ABC.
En France, la série a été diffusée à partir du 17 octobre 2005 sur Europe 2 TV et sur MCM. Au Québec, la série a été diffusée sur VRAK.TV.

## Synopsis
Nick Savage est pompier et père de cinq enfants : Jack, Chris, Sam, Kyle et T. J. Sa femme le quitte et le laisse donc seul avec ses enfants « sauvages », qui ravagent et détruisent tout. Nick peut cependant compter sur « l'aide » de son frère Jimmy, lui aussi pompier...

## Fiche technique
Sauf indication contraire, les informations mentionnées dans cette section peuvent être confirmées par la base de données cinématographiques IMDb,  présente dans la section « Liens externes ».
- Titre original : Complete Savages
- Titre français : Les Sauvages
- Création : Mike Scully et Julie Thacker
- Direction artistique : Sharon Busse
- Costumes : Simon Tuke
- Photographie : Chris La Fountaine et Richard Brown
- Montage : Larry Harris et Robert Bramwell
- Musique : Eric Speier (générique composé par Terry Adams et Joseph Interlande, interprété par Joseph Interlande)
- Casting : Barbie Block et Sally Stiner
- Production : Nancy Cotton, Lissa Levin et Ken Ornstein
  - Production associée : Mark Nasse, Claudia Hitchcock et Bruce Rand Berman
  - Production déléguée : Bruce Davey, Mike Scully, Mel Gibson et Julie Thacker
- Sociétés de production : Nothing Can Go Wrong Productions, NBC Universal Television et Icon Productions
- Société de distribution (télévision) : ABC
- Pays d'origine :  États-Unis
- Langue originale : anglais
- Format : couleur - 35 mm - 1,78:1 - son stéréo
- Genre : sitcom
- Durée : 20 minutes

## Distribution
Acteurs principaux
- Keith Carradine (VF : Edgar Givry) : Nick Savage
- Erik von Detten (VF : Jérémy Bardeau) : Chris Savage
- Shaun Sipos (VF : Hervé Grull) : Jack Savage
- Andrew Eiden (VF : Olivier Martret) : Sam Savage
- Evan Ellingson (VF : Arthur Pestel) : Kyle Savage
- Jason Dolley (VF : Alexandre Nguyen) : T. J. Savage
- Vincent Ventresca (VF : Pascal Germain) : Jimmy Savage

Acteurs récurrents
- Autumn Reeser (VF : Adeline Chetail) : Angela Anderson
- Kylie Sparks (VF : Annabelle Roux) : Brenda
- Mel Gibson (VF : Jacques Frantz) : l'officier Steve Cox
- Candace Kita : Misty
- Betty White (VF : Régine Blaess) : Agnes Riley

Acteurs invités
- Shelley Long (VF : Marie-Martine) : Judy
- Kaley Cuoco (VF : Edwige Lemoine) : Erin
- Jack Plotnick (VF : Marc Saez) : M. Levitch

Version française
- Société de doublage : Mediadub International[1]
- Direction artistique : Dominique Bailly[1]

Source VF : DSD Doublage

## Personnages
- Nick Savage : le père, pompier qui élève ses cinq enfants, est un peu rustre avec eux face aux multiples catastrophes qu'ils produisent. Consommateur de bière et supporter des Patriots de la Nouvelle-Angleterre.
- Jimmy Savage : il travaille au même endroit que son frère Nick. On le compare souvent à un enfant.
- Jack Savage : extraverti et véritable play-boy, le mec cool de la famille. Il sort souvent avec plusieurs filles à la fois.
- Chris Savage : le fils athlétique de la famille, un peu bête sur les bords. Il est très sensible sur les blagues. Une intelligence un peu décalée... Tout comme son frère Jack, il est plutôt coureur de jupons.
- Sam Savage : le petit timide et grand romantique, victime des brimades de ses frères. Il est souvent mis à l'écart. C'est le plus mature, le plus intelligent, et le plus sérieux. Il se fait souvent traiter de « lavette ».
- Kyle Savage : la tête brûlée aux idées des plus tordues, il invente souvent de nouvelles bêtises à faire et se retrouve souvent en heure de colle. Il améliore ses idées farfelues d'épisode en épisode.
- T. J. Savage : le plus jeune, assez complice avec Kyle, il est très malicieux et s'en sert souvent.
- Angela Anderson : petite amie de Sam, elle est de bonne famille et apprend à vivre avec une tout autre famille.
- Madame Agnès Riley : la voisine des Savage. Les cinq garçons lui rendent la vie impossible mais elle ne manque pas une occasion pour les réprimander.
- L'officier Steve Cox : donne des conseils pour la cuisson de dindes, la moto, etc. Il est toujours accompagné par des jolies filles comme Misty.

## Épisodes
1. Le ménage, c'est pas pour nous (Pilot)
2. Cours particuliers (Tutoring)
3. Le Prestige de l'uniforme (Almost Men In Uniform)
4. Pour un dernier cigare (Nick Kicks Butt)
5. Sécurité routière (Car Jack)
6. Libérez Lily (Free Lily)
7. Jamais sans mon portable (For Whom the Cell Tolls)
8. La Foire aux surprises (Carnival Knowledge)
9. Trois fils de trop (My Two Sons)
10. Une dinde récalcitrante (Thanksgiving with the Savages)
11. La Vieille Bourrique (The Man Without a Ball)
12. Descente aux enfers (Voodude)
13. Les Dessous d'Heather (Savage XXX-mas)
14. Garde une danse pour moi (Save a Dance for Me)
15. Tous des sauvages (Teen Things I Hate About You)
16. Sauveteurs en herbe (Saving Old Lady Riley)
17. L'Enfer de la cantine (Crimes and Mini-Wieners)
18. Une télé à tout prix (Bad Reception)
19. Papa, j'ai cassé le jacuzzi ! (Hot Water)

## Audiences et annulation
Aux États-Unis, le premier épisode attira 6,43 millions de téléspectateurs, la série garda à peu près ce taux d'audience jusqu'au quinzième épisode. Dès le seizième épisode, la série passe à 3 millions de téléspectateurs, le dix-neuvième et dernier épisode attira 3,12 millions de téléspectateurs, soit la moitié de ce qu'avait fait le premier épisode ; ces faibles taux d'audiences entraîna la chaîne à ne pas reconduire Les Sauvages pour une seconde saison.

## Récompenses et nominations
| Année | Award                                          | Résultat   | Catégorie                                                         | Destinataire(s)                                                    |
| ----- | ---------------------------------------------- | ---------- | ----------------------------------------------------------------- | ------------------------------------------------------------------ |
| 2005  | ADG Excellence in Production Design Award (en) | Nomination | Télévision - Multi-caméras d'une série télévisée                  | Sharon Busse et Gary Smoot (Pour l'épisode La Foire aux surprises) |
| 2005  | People's Choice Awards                         | Nomination | Nouvelle comédie de télévision                                    | NC                                                                 |
| 2005  | Young Artist Awards                            | Nomination | Meilleure performance dans une série télévisée (comédie ou drame) | Evan Ellingson                                                     |
| 2005  | Young Artist Awards                            | Nomination | Meilleure série télévisée familiale (comédie)                     | NC                                                                 |
| 2005  | Young Artist Awards                            | Lauréat    | Meilleure performance dans une série télévisée (comédie ou drame) | Jason Dolley                                                       |